# 올레 로메니
올레 레너르트 테르 하르 로머네이(네덜란드어: Ole Lennard ter Haar Romenij, 2000년 6월 20일 ~ )는 올레 로메니(인도네시아어: Ole Romeny)로 잘 알려져 있는 네덜란드 태생 인도네시아의 축구 선수로 현재 잉글랜드 EFL 챔피언십의 옥스퍼드 유나이티드에서 공격수로 활동 중이며 인도네시아 국가대표팀의 일원으로도 활약하고 있다.

## 구단 경력

### NEC
로메니는 8세 때 렌트에 위치한 DVOL에서 축구를 시작한 후 NEC 네이메헌 유소년 아카데미로 이적했다. 2018년 겨울, 그는 1군으로 승격되었다. 새로운 감독 페페인 레인더르스 아래에서 그는 정규 스쿼드의 일원이 되었다. 2018년 1월 19일, 그는 알메러 시티와의 원정 경기에서 2–3으로 패한 경기에서 84분에 어린 시절 친구 페르디 카디올루와 교체되어 데뷔했다. 추가 시간에 그는 주심 케번 블롬으로부터 퇴장을 당해 경기장을 떠나야 했다. 이로써 그는 에이르스터 디비시에서 데뷔 전에서 퇴장을 받은 최연소 선수가 되었다. 이후 NEC가 항소를 제기했고, 이 퇴장 조치는 철회되었다.

#### 빌럼 II로의 임대
2020년 9월 30일, 로메니는 에레디비시 클럽 빌럼 II와 시즌 임대 계약을 체결했으며, 이후 영구 이적 옵션도 포함되어 있다.

### 에먼
2022년 1월 27일, 로메니는 에먼과 1년 6개월 계약을 체결했다.

### 위트레흐트
2023년 6월 13일, 로메니는 위트레흐트와 3시즌 계약을 맺었다.

### 옥스퍼드 유나이티드
2025년 1월 5일, 로메니는 EFL 챔피언십 소속 옥스퍼드 유나이티드와 비공개 이적료로 장기 계약을 체결했다. 2025년 3월 1일, 로메니는 코번트리 시티와의 경기에서 2–3 패배 속에서도 팀을 위해 첫 골을 기록했다.

## 국가대표팀 경력
로메니는 네덜란드 U-15 및 U-18 국가대표팀에서 각각 한 경기를 뛰었다.
2024년 11월, 로메니는 국제 무대에서 인도네시아를 대표하기로 결정했다고 밝혔다. 2025년 2월 20일, FIFA가 그의 국가대표 변경을 승인하여 인도네시아 국가대표팀에 소속되었다.
2025년 3월 9일, 로메니는 2026년 FIFA 월드컵 예선에서 오스트레일리아와 바레인을 상대하는 인도네시아 국가대표팀에 처음으로 차출되었다. 2025년 3월 20일, 그는 오스트레일리아와의 경기에서 데뷔 전을 치렀고, 국가대표팀 데뷔 골을 기록했다. 5일 뒤인 3월 25일, 로메니는 바레인과의 경기에서 결승골을 넣으며 1–0 승리를 이끌었고, 경기 최우수 선수로 선정되었다.
2025년 6월 5일, 로메니는 중국과의 경기에서 페널티킥으로 결승골을 넣으며 다시 한 번 1–0 승리를 견인했고, 연속 두 번째로 경기 최우수 선수에 선정되었다.

## 사생활
로메니는 네덜란드에서 태어나고 자랐다. 그의 외할머니는 네덜란드령 동인도 시절 북수마트라주 메단에서 태어났다. 따라서 로메니는 국제 무대에서 인도네시아 대표 자격을 갖추게 되었다.
2025년 2월 8일, 로메니는 공식적으로 인도네시아 국적을 취득했다.